# 미쉘린 루치오니
미쉘린 루치오니(Micheline Jeanne Labourot, 1930년 1월 16일 ~ 1992년 12월 24일)는 프랑스의 배우이다.
팔레조에서 태어났으며 파리에서 사망하였다.

## 영화
- 삐에르의 25시 (1970년)
- 라피니에서 파나마로 (1968년)
- 맥심 (1958년)
- 파리의 연인 (1957년)
- 목로주점 (1956년)